# Viridis Visconti
Viridis Visconti, também conhecida como Verde Visconti (Milão, 1352 — antes de 11 de março de 1414) foi duquesa consorte de Áustria, Estíria e Caríntia e condessa de Tirol como esposa de Leopoldo III, Duque da Áustria.

## Família
Seus pais eram Barnabé Visconti, Senhor de Milão e Beatriz Regina de Scala.
Viridis teve 16 irmãos por parte de pai e mãe, além de diversos outros meio-irmãos por parte de pai. Algumas de suas irmãs legítimas incluíam: Tadeia Visconti, duquesa consorte de Baviera-Ingolstádio e mãe de Isabel da Baviera, Rainha de França; Valentina Visconti, rainha consorte de Chipre e rainha titular de Jerusalém por seu casamento com Pedro II de Chipre; Inês Visconti, esposa de Francisco I Gonzaga, Senhor de Mântua, foi executada por suposto adultério; Madalena Visconti, casada com Frederico de Baviera-Landshut, sendo duquesa consorte de Baviera-Landshut; Lúcia Visconti, antes de seu casamento com Edmundo Holando de Kent, foi considerada como noiva para Henrique Bolingbroke, o futuro rei Henrique IV de Inglaterra.
Seus avós paternos eram Estêvão Visconti, governante de Milão e Valentina Doria, e seus avós maternos eram Mastino II della Scala, Senhor de Verona, Vicenza e Pádua, e Tadeia da Carrara.
Seu pai, um déspota, em guerra contra o Papado, foi desposto em 1385 pelo seu sobrinho, João Galeácio Visconti, e aprisionado no Castelo de Trezzo sull'Adda, onde morreu envenenado, em 18 de setembro de 1385.

## Biografia
Aos treze anos de idade a jovem se casou com o duque Leopoldo III, em Milão, na data de 23 de fevereiro de 1365, então com quatorze. Ele era filho de Alberto II da Áustria e de Joana de Pfirt.
Se tornou duquesa em 27 de julho de 1365, e após 19 de março de 1366, dividiu seu título com a cunhada, Isabel da Boêmia, esposa de Alberto III da Áustria, até 4 de setembro de 1373, quando ela morreu. Depois, em 1375, também governou como duquesa junto a nova esposa de Alberto, Beatriz de Nuremberga.
Em 1379, deixou de ser duquesa da Áustria, em consequência do Tratado de Neuburgo, nos quais as terras foram divididas entre seu marido e o irmão, Alberto III. Leopoldo ficou com a Áustria Anterior, além de outros domínios já incorporados (Estíria, Caríntia e Carníola), e Alberto ficou com a Alta Áustria e Baixa Áustria.
Leopoldo morreu lutando contra a Antiga Confederação Helvética, na Batalha de Sempach, em 9 de julho de 1386, numa tentativa de expandir seus territórios na Suíça e na Suábia.
Viridis veio a falecer muitos anos depois, em 1414.

## Descendência
- Guilherme da Áustria, conhecido como "o Cortês" (1370 - Viena, 14/15 de julho de 1406), foi sucessor do pai no ducado e condado. Esteve noivo da rainha soberana Edviges da Polônia, em 1385, porém o contrato foi terminado. Casou-se com a rainha soberana Joana II de Nápoles, porém não teve filhos;
- Leopoldo IV da Áustria (1371 - 3 de junho de 1411), duque da Áustria Anterior como sucessor do pai. Foi marido de Catarina de Borgonha, neta do rei João II de França. Não teve descendência;
- Ernesto, Duque da Áustria, conhecido como "o de Ferro" (Bruck an der Mur, 1377 - Bruck an der Mur, 10 de junho de 1424), sua primeira esposa foi Margarida da Pomerânia, de quem não teve filhos, e sua última esposa foi Cimburgis da Masóvia, com quem teve nove filhos;
- Isabel da Áustria (1378 - Dornitz, 17 de agosto de 1392);
- Frederico IV da Áustria, conhecido como "o de Bolsos Vazios" (1382 - 28 de junho de 1439), duque da Áustria Anterior como sucessor do irmão. Casado duas vezes, teve filhos com Isabel do Palatinado e Ana de Brunsvique-Luneburgo;
- Catarina da Áustria (n. 1385), abadessa de Santa Clara, em Viena.